# Verkehrsbetriebe Luzern
Die Verkehrsbetriebe Luzern AG (VBL), ehemals Verkehrsbetriebe der Stadt Luzern und bis Ende 1941 Trambahn Luzern (TrL), sind ein Verkehrsunternehmen im Schweizer Kanton Luzern. Sie betreiben in der Stadt Luzern und den umliegenden Gemeinden den 1941 eröffneten Trolleybus Luzern mit sieben Linien sowie diverse Autobus-Linien. Der Trolleybus wiederum ersetzte bis 1961 sukzessive die 1899 eröffnete Strassenbahn Luzern. Seit dem 1. Januar 2001 sind die Verkehrsbetriebe Luzern eine Aktiengesellschaft, deren Einzelaktionärin die Stadt Luzern ist.

## Linien

### Trolleybus
Die Linien 1, 2, 4, 5, 6, 7 und 8 sind Trolleybuslinien, die Linien 1, 2 und 8 sind zudem Teil des Systems RBus.

### Autobus
- 10: Luzern Bahnhof–Pilatusplatz–Untergütsch–Obergütsch
- 11: Luzern Bahnhof–Pilatusplatz–Paulusplatz–Eichhof–Steinhof–Kriens Dattenberg
- 12: Luzern Bahnhof–Pilatusplatz–Kasernenplatz–Kreuzstutz–Längweiher–Gasshof
- 14: Horw Zentrum–Pilatusmarkt–Südpol–Eichhof–Pilatusplatz–Luzern Bahnhof–Klinik St. Anna–Brüelstrasse
- 15 (Ortsbus Kriens): Busschleife–Sidhalde / Busschleife-Pilatusbahnen / Busschleife–Feldmühle–Zumhof / Obere Weinhalde (Sonnenberg)–Busschleife
- 16: Kriens Busschleife–Sportweg–Kriens Mattenhof–Kuonimatt–Pilatusmarkt–Horw Zentrum–Horw Spitz
- 18 (morgens–mittags): Luzern Bahnhof–Pilatusplatz–Kasernenplatz-Brüggligasse–Kantonsspital–Bramberg-Mühlemattstrasse–Brüggligasse–Kasernenplatz–Pilatusplatz–Luzern Bahnhof
- 18 (mittags–abends): Luzern Bahnhof–Pilatusplatz–Kasernenplatz-Brüggligasse–Mühlemattstrasse–Bramberg-Kantonsspital-Brüggligasse-Kasernenplatz-Pilatusplatz–Luzern Bahnhof
- 19: Luzern Bahnhof–Luzernerhof–Löwenplatz–Schlossberg–Kantonsspital–Reussport–Friedental
- 20: Luzern Bahnhof–Pilatusplatz–Paulusplatz–Eichhof–Allmend–Wegscheide–Horw Zentrum–Ennethorw / Horw Technikumstrasse
- 21: Luzern Bahnhof–Schönbühl–Langensand–St. Niklausen Unterwil–Kastanienbaum Schiffstation–Felmis – Wegscheide–Horw Zentrum–Pilatusmarkt–Kriens Busschleife
- 22: Ebikon Bahnhof–Buchrain Dorf–Reussbrücke–Perlen Fabrik–Gisikon-Root Bahnhof
- 23: Ebikon Bahnhof–Dierikon Migros–Root Dorf–Gisikon-Root Bahnhof–Gisikon Weitblick(-Rotkreuz-Hünenberg, Rothus)
- 24: Luzern Bahnhof–Luzernerhof–Verkehrshaus/Lido–Seeburg–Hermitage–Meggen Schlössli–Kreuz–Meggen Gottlieben / Meggen Tschädigen
- 25: Brüelstrasse–Eggen–Meggen Piuskirche(–Meggen Gottlieben)
- 26: Brüelstrasse–Hochhüsliweid–Adligenswil Dorf–Unterlöchli–Schweizerheim–Ebikon Bahnhof–Ottigenbühl
- 27: (Seebus Meggen, Saisonbetrieb) Meggen Piuskirche–Meggenhorn–Meggen Schiffstation–Meggen Schweizerhöhe–Meggen Piuskirche
- 30: Luzern Littau Bahnhof–Luzern Littau Gasshof–Längweiher–Kantonsspital–Schlossberg–Maihof–Ebikon Bahnhof
- Tellbus Uri (Schnellbus): Luzern Bahnhof–Luzern Eichhof–Altdorf Bahnhof

Darüber hinaus werden Teile des Nachtstern-Netzes ebenfalls von den Verkehrsbetrieben Luzern bedient.

## Fahrzeuge

### Autobus

#### Aktuelle
| Bild | Nummern                         | Stück | Hersteller    | Typ                          | Art               | Baujahre            | Bemerkungen                                                            |
| ---- | ------------------------------- | ----- | ------------- | ---------------------------- | ----------------- | ------------------- | ---------------------------------------------------------------------- |
|      | 619–624 625-626                 | 08    | Mercedes-Benz | Citaro 2 K Citaro 2 K Hybrid | Midibus           | 2017 2020           |                                                                        |
|      | 66                              | 01    | Mercedes-Benz | O530                         | Solobus           | 2006                | 66 bis 2021 Fahrschulwagen                                             |
|      | 51–55 78–80                     | 08    | Volvo         | 7900 Hybrid                  | Hybridbus         | 2020 2015           |                                                                        |
|      | 81–84 85–86 87–92 93–96         | 16    | Mercedes-Benz | Citaro 2                     | Solobus           | 2015 2016 2018 2019 | 84 seit 2022 Fahrschulwagen                                            |
|      | 351-353                         | 03    | Solaris       | Urbino 12 electric           | Solo- Elektrobus  | 2021                | erste vollelektrische Fahrzeuge                                        |
|      | 101-108                         | 08    | Solaris       | Urbino 18                    | Gelenkbus         | 2020                |                                                                        |
|      | 159                             | 01    | Mercedes-Benz | O530G Facelift               | Gelenkbus         | 2009                |                                                                        |
|      | 163–175 176–183 184–191 192–194 | 32    | Mercedes-Benz | Citaro 2 G                   | Gelenkbus         | 2014 2016 2017 2018 | Nr. 163–175 für den Autobusersatz auf der Trolleybuslinie 2 beschafft. |
|      | 501-503                         | 03    | Mercedes-Benz | eCitaro G                    | Gelenk-Elektrobus | 2024                |                                                                        |

#### Ehemalige (Auswahl)
| Bild | Nummern                               | Stück | Hersteller    | Typ            | Art              | Baujahre                           | Ausrangierung                           | Bemerkungen                                                                              |
| ---- | ------------------------------------- | ----- | ------------- | -------------- | ---------------- | ---------------------------------- | --------------------------------------- | ---------------------------------------------------------------------------------------- |
|      | 570–572 1 611–616                     | 09    | Scania / Hess | N94UB          | Midibus          | 2005–2006                          | 2017–2021                               |                                                                                          |
|      | 5751; 617                             | 02    | Scania / Hess | N280UB         | Midibus          | 2009                               | 2021                                    |                                                                                          |
|      | 618                                   | 01    | Mercedes-Benz | O530K          | Midibus          | 2010                               | 2022                                    | 2014 gebraucht beschafft ex. BE 640810, PU Steiner Messen für Ortsbus Lyss.              |
|      | 51–61                                 | 11    | Volvo/Hess    | B10M           | Solobus          | 1984; 1986                         | 2005–2006                               | Nr. 60–61 ab 2005 als Nr. 551–552                                                        |
|      | 62–63                                 | 02    | Volvo/Hess    | B10L           | Solobus          | 1996                               | 2010                                    |                                                                                          |
|      | 72–77                                 | 06    | Volvo         | 7700 Hybrid    | Hybridbus        | 2011                               | Frühling 2015                           | Für 3 Jahre geleast                                                                      |
|      | 560 1,715 2                           | 02    | Mercedes-Benz | O 405 N        | Solobus          | 1997                               | 2011                                    |                                                                                          |
|      | 561–567 1 64,65,67–71 702 3 716–724 4 | 20    | Mercedes-Benz | O530           | Solobus          | 1998–2001 2004–2006 2006 2005–2006 | 2011–2014 2017–2020 2017 2017–2018      | 69 nach Brand ausgemustert 702 Ehemaliges Vorführfahrzeug ohne Matrixkasten an der Front |
|      | 701 3                                 | 01    | Neoplan       | N 4411         | Solobus          | 2001                               | 2014                                    | zuletzt Reservewagen Linien 15, 16, 21                                                   |
|      | 101–110                               | 10    | Volvo/Hess    | B58-55         | Gelenkbus        | 1974                               | Ende 2002                               | Wagen 103 bei der Association RétroBus Léman                                             |
|      | 111–116                               | 06    | Volvo/R+J     | B10MA          | Gelenkbus        | 1983; 1986                         | Ende 2006                               |                                                                                          |
|      | 117–122                               | 06    | Volvo/Hess    | B10MA          | Gelenkbus        | 1991                               | Ende 2006                               | Nr. 117, 118 und 120 bis Mitte 2007 für Matchtransporte Nr. 119 Ende 2006–2018 Eventbus  |
|      | 123–125                               | 03    | Volvo/Hess    | B10LA          | Gelenkbus        | 1996                               | Juni 2009                               |                                                                                          |
|      | 126–134 135–144 145–150 5 151–157     | 30    | Mercedes-Benz | O530G          | Gelenkbus        | 2002 2004 2003 2006                | 2016–2017 2017–2019 2017–2018 2019–2020 | 134 nach Unfall ausgemustert 148 nach Brand am 15. Mai 2016 ausgemustert                 |
|      | 158; 160–161                          | 03    | Mercedes-Benz | O530G Facelift | Gelenkbus        | 2009                               | 2021–2023                               |                                                                                          |
|      | 162                                   | 01    | Volvo         | 7900A Hybrid   | Gelenk-Hybridbus | 2012                               | 2014                                    | erster Euro6-Hybridbus; einjähriger Feldtest zwischen Juli 2013 und Juni 2014            |

Anmerkungen:

## Geschichte

### Vorgeschichte und Gründung Trambahn
Ab 1886 gab es Projekte, in Luzern eine Strassenbahn zu bauen, und am 25. September 1897 reichte der Stadtrat von Luzern ein Konzessionsgesuch für ein Tramnetz mit Linien zwischen dem Maihof und der Baselstrasse sowie zwischen der Halde und dem Bahnhof der Kriens-Luzern-Bahn an der Obergrundstrasse ein. Dabei war vorerst noch nicht klar, ob die Stadt oder Private dieses Netz realisieren und betreiben würden, vorerst wurde in der städtischen Baudirektion eine Tramkommission gegründet, welche technische und finanzielle Fragen klären sollte.
In den folgenden drei Jahren wurde festgelegt, dass das Tramnetz von der Stadt Luzern selbst realisiert und betrieben werden sollte. Am 7. Dezember 1899 nahm die Trambahn Luzern (TrL) schliesslich den Betrieb auf, womit aus der Tramkommission ein Verkehrsbetrieb geworden war.
Bereits während der Planungsphase wurde die Eisenbahn-Konzession auf dem Abschnitt Luzern–Kriens so angepasst, dass die Personenbeförderung durch die meterspurige Trambahn Luzern und die Güterbeförderung durch die normalspurige Kriens-Luzern-Bahn durchgeführt werden sollte. Im September 1900 verkehrten die ersten Trams nach Kriens.
Gleichzeitig bemühte sich die Trambahn, auch das nördlich von Luzern gelegene Emmenbrücke zu erreichen. Die Verlängerung nach Reussbühl erfolgte 1902, bis zum Bahnhof Emmenbrücke 1903.
Auch weitere Nachbargemeinden Luzerns zeigten schnell Interesse, an das städtische Nahverkehrsnetz angeschlossen zu werden, und auch städtische Quartiere verlangten nach einer besseren Erschliessung. Trotzdem kam es aber zu keiner Verlängerung des Tramnetzes mehr.

### Einführung des Autobusbetriebs
Bereits 1900 hatte die Gemeinde Horw zum ersten Mal die Anbindung ans Tramnetz gefordert, die nicht realisiert wurde. Ein Initiativkomitee führte deshalb in den Jahren 1905, 1907 und 1909 eine Pferdeomnibus-Linie zwischen Luzern und Horw. Allerdings wurde diese auf Grund der fehlenden Wirtschaftlichkeit wieder eingestellt.
Ab 1921 wurden an Allerheiligen Autobusfahrten ab Kreuzstutz und Schlossberg durchgeführt, welche sich aber als defizitär herausstellten, weshalb die TrL ab 1923 den Fahrauftrag an einen privaten Fuhrhalter abtrat.
1926 verhandelte die Trambahn Luzern mit der Gemeinde Horw über die Einführung eines Autobusbetriebs auf der Linie Luzern–Horw, für die zuerst private Unternehmen angefragt worden waren. Für die Trambahn Luzern war insbesondere die Bedienung von Aussenquartieren der Stadt, aber auch die Anbindung der Vororte als Ergänzung zum Tramnetz von Interesse.
Eine politische Motion forderte im April 1927 die Einführung eines Autobusbetriebs zwischen Meggen, Luzern und Horw. Der Stadtrat sprach sich zu diesem Zeitpunkt gegen eine Linie nach Meggen, das auch per Bahn und Schiff erreichbar war, aus. Stattdessen wurde am 17. Mai 1928 ein einjähriger Versuchsbetrieb auf den Linien Luzern Bahnhof–Horw und Bahnhof–Friedental–Schlossberg aufgenommen. Dafür wurde ein Saurer/SWS-Autobus beschafft.
Der nun ganzjährig bediente städtische Abschnitt sollte der Bevölkerung dazu dienen, den Friedhof erreichen zu können, sowie die Anbindung an die vom Tram nicht erschlossene Altstadt verbessern. Primär versuchte man aber, die Standzeit des Fahrzeugs der Linie nach Horw möglichst gering zu halten.
Der positiv verlaufende Versuchsbetrieb führte dazu, dass im Oktober 1928 auch die Rontaler Gemeinden Ebikon, Dierikon, Buchrain und Perlen nach einer Autobusverbindung nach Luzern verlangten. Bereits im Dezember 1928 nahm die TrL einen zweiten Autobus in Betrieb, mit welchem eine entsprechende Linie eingeführt wurde.
1929 wurden zwei weitere Autobusse in Betrieb genommen, wodurch im Mai 1929 nun auch eine Autobusverbindung nach Meggen eingerichtet werden konnte, für welche die Gemeinde analog der Linie ins Rontal einen Garantievertrag für die Einnahmen je Fahrkilometer zu unterzeichnen hatte.

### 1930er-Jahre: Erste Stadtautobus-Linien
Die Einstellung des Trambetriebs auf der Haldenstrasse führte dazu, dass ein gleichwertiger Ersatzbetrieb notwendig wurde. Aus diesem Grund wurden zwischen März und Juli 1930 in Teilstrecken die Linien Halde–Bahnhof–Steghof sowie die direkte Anbindung an das Strandbad Lido eingeführt, wofür insgesamt sieben Busse beschafft wurden. Im Gegensatz zu den 1928 eröffneten Linien zum Kantonsspital und ins Friedental sowie den Überlandlinien bestand hier von Anfang an eine Taxgemeinschaft mit den Tramlinien. Im März 1932 wurde die Linie bis zur Allmend verlängert.
Nachdem der Quartierverein Wesemlin sich rund 5 Jahre für eine städtische Linie eingesetzt hatte und sogar einen privaten Probebetrieb organisieren wollte, zeigte die TrL sich im April 1934 bereit, einen dreimonatigen Probebetrieb aufzunehmen. Am 25. Mai 1934 verkehrten die ersten Busse zwischen Bahnhof und Wesemlin, wobei die damalige Linienführung über die Zürich- und Wesemlinstrasse führte.
Entgegen den Erwartungen der TrL entwickelten sich die Fahrgastzahlen gut, und die Linie wurde per 1. April 1935 in die Taxgemeinschaft mit dem Tram integriert. Auch die Linien Bahnhof–Kantonsspital und Bahnhof–Friedental wurden zu diesem Zeitpunkt in die Taxgemeinschaft eingeschlossen.
Durch das Fahrgastwachstum ergab sich der Bedarf an zusätzlichen Bussen, weshalb nach Ablehnung einer ersten Trolleybusvorlage im Juli 1938 zwei dieselelektrische Autobusse bei FBW, BBC und SWS bestellt und Mitte 1939 in Betrieb genommen wurden.

### 1941: Einführung des Trolleybusses
Im Verlauf des Zweiten Weltkriegs wurde die Beschaffung von Treibstoff zunehmend schwieriger, wodurch die TrL ab 1941 den Betrieb mit Autobussen reduzieren musste. Ab Mai 1941 wurden Parallelverkehre von städtischen Autobuslinien und Tramlinien behördlich untersagt sowie der Betrieb städtischer Linien auf Fahrzeuge mit Holzvergasern beschränkt. Auf Grund des Mangels an entsprechenden Fahrzeugen wurden die drei städtischen Linien, aber auch die Strecke zwischen Perlen und Inwil am 11. Mai 1941 eingestellt.
Es wurde deshalb erneut ein Projekt für die Umstellung der Linie Halde–Allmend auf Trolleybus ausgearbeitet und Anfang September 1941 dem Stimmvolk zur Abstimmung vorgelegt. Dank umfangreichen Vorarbeiten konnte der Betrieb bereits am 7. Dezember 1941 aufgenommen werden. Dafür wurden die 1939 gelieferten Autobusse zu Zweikraftwagen umgebaut.
Mit der Einführung des Trolleybusses erfolgte per Anfang 1942 auch die Umbenennung der Trambahn Luzern zu Verkehrsbetriebe der Stadt Luzern.

### Modernisierungsbestrebungen in den 1940er- und 1950er-Jahren

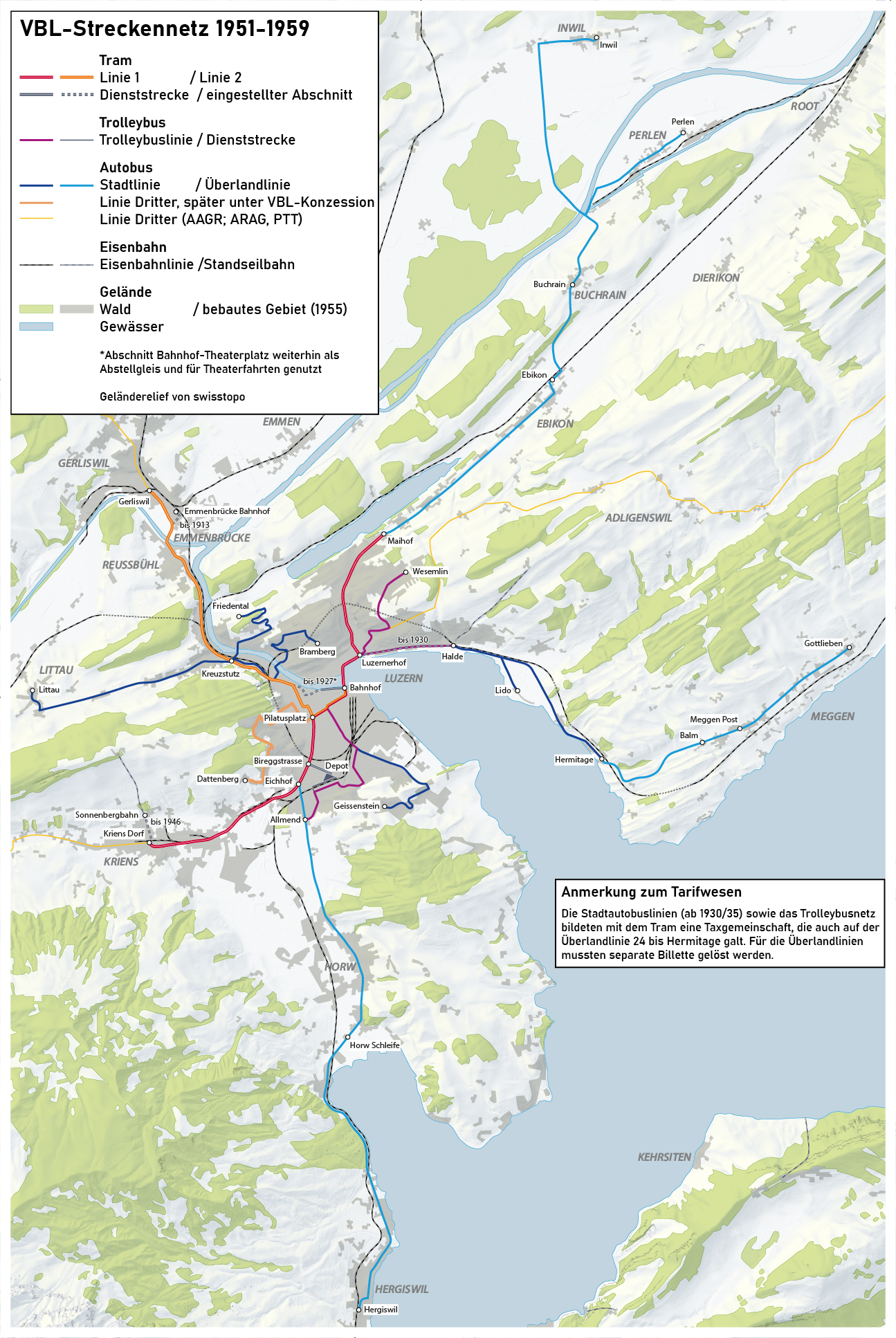
Liniennetz der Verkehrsbetriebe Luzern in den 1950er-Jahren aufgeteilt nach Tram-, Trolleybus- sowie Stadt- und Überlandautobuslinien

Bereits während des Zweiten Weltkriegs nahmen die Fahrgastfrequenzen weiter zu, was sich nach dem Kriegsende verstärkte und dazu führte, dass man sich im Herbst 1945 veranlasst sah, eine Modernisierung für das Tramnetz in Form von Grossraumtramwagen in die Wege zu leiten. Die Autobusflotte war inzwischen nicht nur überaltert, sondern die nach Verkäufen noch vorhandenen 12 Autobusse reichten auch nicht mehr für die vollständige Betriebsabwicklung, weshalb Busse von Drittunternehmen zugemietet werden mussten. Dem wollte man Anfang 1948 kurzfristig begegnen, indem man nach Probefahrten fünf Autobusse des US-Herstellers Twin Coach beschaffte. Die Schweizer Fahrzeugindustrie hätte die damals benötigten kurzen Lieferzeiten von nur rund 4 Monaten nicht einhalten können, weshalb die VBL eine Ausnahmegenehmigung für Import-Busse erhielten.
Im Streckennetz der Autobusse gab es Veränderungen, die mehr Effizienz mit sich bringen sollten: 1946 wurden die bis dahin ab Kreuzstutz als separate Streckenäste betriebenen Linien ins Friedental und ins Kantonsspital zusammengelegt, indem die Busse neu das Areal des Kantonsspitals querten. 1948 folgte die Verlegung der Wesemlin-Linie von der Wesemlinstrasse auf die Dreilindenstrasse, welche erst wenige Jahre zuvor gebaut worden war. Am 3. Oktober desselben Jahres kam mit der Verbindung in den Obergeissenstein eine weitere Stadtautobuslinie dazu.
Mitte der 1950er-Jahre konnten die Normallenker-Autobusse aus der Anfangszeit des Busbetriebs dank der Inbetriebnahme von 9 Grossraum-Autobussen 1955 und weiteren bauähnlichen Fahrzeugen 1957 endlich abgelöst und eine deutliche Kapazitätssteigerung erreicht werden. Für beide Teilserien der Grossraumbusse zeichnete FBW für das Fahrgestell sowie Hess und Geser für die Karosserie verantwortlich.

### 1957–1964: Ende des Trambetriebs und Umzug ins Tribschen
In der zweiten Hälfte der 1940er-Jahre kamen zusehends Diskussionen auf, ob das Tram weiterhin ein geeignetes Verkehrsmittel sei oder ob nicht besser auf strassengebundene Transportmittel gesetzt werden sollte. Die VBL liessen entsprechende Gutachten erstellen, und am 5. Mai 1957 fand eine städtische Volksabstimmung statt, in der die Bevölkerung sich für die Abschaffung des Tramnetzes zugunsten von Trolleybussen aussprach. Für den Ersatz der Tramwagen wurden insgesamt 36 Trolleybusse bei Schindler bestellt, die ab November 1959 zuerst auf der Linie 2 und ab dem 11. November 1961 auf der Linie 1 zum Einsatz kamen.
Mit der Abschaffung des Trams verbunden war auch ein Umzug der gesamten Depotanlagen und des Verwaltungsgebäudes von der Biregg- und Eschenstrasse an die Tribschenstrasse. Dieser wurde nötig, da am ursprünglichen Standort keine Ausbauten möglich waren und bereits über Jahre Busse ausserhalb des Depots hatten abgestellt werden müssen. Der Umzug erfolgte in mehreren Etappen zwischen 1959 und 1964.

### 1960er- und 1970er-Jahre: Gelenkbusse, Fuhrhalter und Netzausbauten
Die Fahrgastzahlen nahmen in den folgenden Jahren stark zu, weshalb man bereits nach wenigen Jahren trotz 3-Minuten-Takten an Kapazitätsgrenzen stiess, was die VBL veranlasste, per 1966 die ersten 14 Gelenktrolleybusse zu beschaffen, die auf den Linien 1 und 2 zum Einsatz kamen. Die dadurch vergrösserte Flotte ermöglichte gleichzeitig einen elektrischen Betrieb auf den Linien 4, 6 und 7, wobei die ersteren beiden erst 1960 bzw. 1962 überhaupt eingeführt worden waren und zwischenzeitlich mit Autobussen betrieben wurden.
Ende 1960 übernahmen die VBL die Konzession für die Linie 11 in das Quartier Dattenberg von den Quartiervereinen, der bisherige «Fuhrhalter» Bucheli aus Kriens behielt aber seinen Fahrauftrag. Nur zwei Jahre später wurde die Linie 9 ins Gebiet Bramberg ebenfalls an den Transportbeauftragten vergeben, da die VBL mit der Ausmusterung der Autobusse der ersten Generation keine genügend wendigen Fahrzeuge für die engen Strassen mehr besassen. Auch bei den folgenden Eröffnungen der Linien 14 (1963) und der Anschlusslinie Kriens–Obernau (1968) vergaben die VBL die Fahrleistungen erneut an Transportbeauftragte.
In den 1970er Jahren kamen mit den Linien Luzern Bahnhof–Obergütsch (Linie 10), Littau Bahnhof–Seetalplatz (Linie 13), Adligenswil–Brüelstrasse–Meggen (ursprünglich Linie 16) und Luzern–Dierikon (Linie 23) weitere Linien zum Streckennetz dazu, um inzwischen überbaute Gebiete mit dem ÖV zu erschliessen.
In den Jahren 1974 und 1975 nahmen die VBL 10 Gelenk-Autobusse und 14 Gelenk-Trolleybusse auf Basis von Volvo-B58-Fahrgestellen mit Karosserien von Hess in Betrieb, was ermöglichte, auf sämtliche Fahrzeuge zu verzichten, die bis Ende der 1940er Jahre in Betrieb genommen worden waren. Gleichzeitig hatten die VBL trotz neuem Rollmaterial und der ersten Busspur auf der Haldenstrasse in der zweiten Hälfte der 1970er-Jahre das erste Mal in ihrer Geschichte mit sinkenden Fahrgastzahlen zu kämpfen.

### 1980er-Jahre: Fokus auf Fahrgastkomfort und technische Neuerungen
Bei den ab 1982 durchgeführten Beschaffungen für neue Busse wurden in den Pflichtenheften erstmals für die VBL auch Aspekte des Fahrgastkomforts berücksichtigt. So sollten die neuen Fahrzeuge unter anderem niedrige, durchgängige Wagenböden, bequeme Sitze und eine Fahrgastinformation im Innern und aussen aufweisen. Die mit diesen Kriterien bestellte Fahrzeuggeneration wurde zwischen 1983 und 1989 ausgeliefert und umfasste 3 Midibusse, gebaut von der Nutzfahrzeuggesellschaft Arbon Wetzikon und Hess, 11 Normal- und 6 Gelenkautobusse auf Volvo-B10M-Fahrgestell sowie 30 Normal- und 16 Gelenktrolleybusse des Typs NAW/Hess BGT 5-25 und BT 5-25.
Für den Betrieb eine wesentliche Erleichterung stellte der Betriebsfunk dar, der nach Genehmigung durch die Post-, Telefon- und Telegrafenbetriebe ab 1985 eingeführt wurde und zusammen mit der neuen Leitstelle eine deutlich effizientere Disposition der Fahrzeuge bei Ereignissen und Störungen ermöglichte. Ergänzt wurde das System fahrgastseitig ab 1992 mit Lautsprechern, die an 40 Haltestellen Durchsagen zur aktuellen Betriebslage ermöglichten.
Das Liniennetz wurde 1988 mit Verlängerung der Linie 23 nach Gisikon sowie der Einführung des Ortsbusses in Ebikon (Linie 27) sowie der neuen Stichfahrt der Linie 25 in die Büttenenhalde erweitert. Im Jahr darauf folgte die Erschliessung des Gebiets Tschädigen in Meggen sowie die Verlängerung der Linie 12 zum Bahnhof Luzern.

### 1990er-Jahre: Niederflur, Anhängerzüge und Verkauf der KLB
Am 1. August 1990 konnte der neue Bahnhofplatz mit grosszügigem Busbahnhof eröffnet werden, was ein Ende der langjährigen Bauprovisorien bedeutete. Dies ermöglichte den VBL für den nachfolgenden Fahrplanwechsel vom 5. November desselben Jahres zahlreiche Taktverdichtungen, zusätzlich wurden auf diesen Zeitpunkt die Trolleybus-Linien 1 und 2 nach Obernau bzw. Sprengi verlängert.
Mit der ebenfalls 1990 erfolgten Einführung des Quartierbusses in Kriens wurde die Firma Heggli Transporte Subunternehmer der VBL, sie brachte die ersten Niederflurbusse auf das Luzerner Busnetz. Auch der Fuhrhalter GOWA beschaffte ab 1993 Niederflurbusse, die VBL selbst zogen 1996 mit fünf Autobussen auf Fahrgestellen des Volvo B10L nach.
Für den Trolleybusbetrieb war die Flotte mit den Beschaffungen der späten 1980er-Jahre dagegen erst kurz zuvor vollständig hochflurig erneuert worden, weshalb eine Beschaffung von Niederflurtrolleybussen vorerst noch ausgeschlossen wurde. Da sich aber gleichzeitig massive Kapazitätsengpässe zu den Spitzenzeiten auf der Linie 1 einstellten, wurde entschieden, einen Teil der Zweiachs-Trolleybusse um sieben vollständig niederflurige Busanhänger zu ergänzen, welche Mitte August 1998 den Betrieb aufnahmen.
Auch nach Ende des Tram-Betriebs blieben die VBL für die Betriebsführung der Kriens-Luzern-Bahn (KLB) zuständig. Die Beförderungsleistung der Güterbahn lag seit Anfang der 1980er-Jahre auf knapp 100'000 Tonnen jährlich, was aber ab 1986 zu einem stark negativen Betriebsergebnis führte. Aus diesem Grund beschloss der Stadtrat 1995, neue Lösungen für den Betrieb zu suchen. Per 1. November 1997 wurde die KLB für 25'000 Franken an die KLB-Betriebsgenossenschaft verkauft und die Konzession für den Abschnitt Kupferhammer–Kriens aufgelöst.

### Umwandlung zur Aktiengesellschaft per Januar 2001 und Übernahme GOWA
Das 1996 in Kraft getretene eidgenössische Gesetz über den öffentlichen Verkehr führte neu das Besteller-Ersteller-Prinzip als Grundsatz ein, wofür der Zweckverband öffentlicher Agglomerationsverkehr Luzern per 1998 gegründet wurde, der fortan das ÖV-Angebot in der Agglomeration Luzern plante und bestellte, die entsprechenden Planungen, welche die VBL bislang innehatten, entfielen also.
Die durch die neuen Gesetze angestrebte Liberalisierung des öffentlichen Verkehrs in der Schweiz führte schliesslich dazu, dass die Stadt Luzern entschied, die VBL zu einer Aktiengesellschaft umzuwandeln. Ab dem 1. Januar 2001 traten die VBL neu als Verkehrsbetriebe Luzern AG auf, wobei die Aktien bis heute im 100-prozentigen Eigentum der Stadt Luzern sind.
Die Firma GOWA – kurz für den Gründer Gottfried Waser – aus Stans, später mit Sitz in Hergiswil, hatte ab 1979 den Betrieb von einzelnen Buslinien auf dem Netz der VBL übernommen und dafür eine Abstellhalle für Busse direkt neben dem VBL-Depot Weinbergli errichtet. Der Linienumfang der Transportunternehmer wurde in den folgenden Jahren immer grösser, und Anfang der Nullerjahre betrieb die GOWA die Linien 9, 12, 13, 14 und 21 für die VBL, die mit 22 Autobussen bedient wurden.
Die VBL übernahmen die GOWA per 1. Januar 2002 und überführten alle Angestellten im folgenden Jahr in den Gesamtarbeitsvertrag der VBL. Am 19. November 2009 wurde die GOWA schliesslich in VBL Transport AG umbenannt und die Linienbusse ins Eigentum der VBL übergeben. Die GOWA-Halle wurde im Januar 2010 abgerissen, um Platz für die dritte Bauetappe der Überbauung Tribschenstadt zu schaffen.

### 2002–2009: Neue Angebotskonzepte und grosse Fahrzeugbeschaffungen
Die neue rechtliche Situation als AG ermöglichte es den VBL, deutlich unkomplizierter Fahrzeugbeschaffungen zu tätigen, und so wurden nach Testfahrten noch im Jahr 2001 neun Gelenkbusse des Typs Mercedes-Benz Citaro bestellt, welche zwischen Oktober und Dezember 2002 in Betrieb gingen. Bis Ende 2006 kamen weitere 13 zweiachsige Fahrzeuge sowie 21 Gelenkbusse des Typs Citaro zur Flotte der VBL und ersetzten sämtliche hochflurigen Autobusse. Für die neu durch die VBL in Eigenregie betriebenen Linien 9, 10 und 11 kauften die VBL neun nur 2,48 Meter breite Midibusse von Scania und Hess, die auf die engen Verhältnisse auf den Quartierstrassen abgestimmt waren.
Auch die Trolleybusflotte wurde ab 2004 umfassend erneuert, nachdem eine Bestellerstrategie im Herbst 2002 klargestellt hatte, dass der Trolleybusbetrieb für die kommenden Jahre gesichert sei. Die ersten acht niederflurigen Gelenktrolleybusse des Typs Hess Swisstrolley 3 nahmen zwischen Oktober 2004 und Februar 2005 den Fahrgastbetrieb auf, und im April 2006 folgten zwei weitere Wagen desselben Typs. Nach einem zwischenzeitlichen Engpass an Trolleybussen sowie wegen weiterhin vorhandener Kapazitätsengpässe auf der Linie 1 entschieden die VBL zudem, per Dezember 2006 drei Doppelgelenktrolleybusse zu beschaffen.
Nach einigen Jahren, in denen das Streckennetz der VBL unverändert blieb, wurde im August 2004 die Linie 7 bis ins Gebiet Unterlöchli verlängert, weitere Änderungen blieben aber noch bis zum Fahrplanjahr 2006 aus. Dieses Fahrplanjahr mit Umsetzung des Fahrplankonzepts Agglomobil war neben der Einstellung der Linie 5 (Luzern Bahnhof–Allmend) vor allem durch Taktverdichtungen sowie die Umstrukturierungen der Linien 11, 16 und 21 sowie die neue Linie 31 im Gebiet Luzern Süd geprägt, welche unter anderem durch Verbesserung der Busanschlüsse auf die S-Bahn Luzern sowie die Eröffnung des neuen Pilatusmarkts im März 2006 ausgelöst wurden. Zusätzlich fuhr im selben Jahr auch erstmals der Tellbus Altdorf–Luzern.
Mit der Inbetriebnahme von insgesamt 16 neuen Gelenktrolleybussen im Jahr 2009 konnten die VBL endlich auf allen Fahrten Niederfluranteile anbieten, auch wenn weiterhin Anhängerzüge mit hochflurigem Zugfahrzeug unterwegs waren.

### 2014–2019: Einführung RBus und Angebotsveränderungen im Rontal
Die Kapazitätsengpässe auf der Linie 1 nach Kriens sowie zunehmende Stausituationen rund um das Stadtzentrum von Luzern führten dazu, dass von Seiten des 2010 gegründeten Verkehrsverbundes als Besteller als auch von Seiten der VBL sowohl eine Problemanalyse als auch eine Lösungsfindung vorangetrieben wurden. Im Dezember 2012 stellte der Verkehrsverbund mit dem Bericht RBus schliesslich eine Strategie für ein hochwertiges Bussystem auf der Linie 1 mit Doppelgelenktrolleybussen und Umsetzung von Infrastrukturelementen vor. Die VBL bestellten in der Folge neun Doppelgelenktrolleybusse, die ab Juni 2014 ausgeliefert wurden. So konnte am 12. Juni 2014 die Linie 1 als erste RBus-Linie, vorerst noch ohne Infrastrukturmassnahmen, eröffnet werden.
In den folgenden Jahren wurden verschiedene bis 2014 im kantonalen Bauprogramm verankerte Busbeschleunigungs-Massnahmen auf der Linie 1 sowie im Stadtzentrum von Luzern umgesetzt. Im Dezember 2016 wurde die Linie 2 inkl. Businfrastruktur rund um den Seetalplatz ins RBus-Netz aufgenommen, im Dezember 2017 folgte die Linie 8.
Mit Verlängerung der Linie 1 nach Ebikon zur Mall of Switzerland erfolgte im Dezember 2019 zudem eine deutliche Angebotsanpassung im Rontal, indem die Buslinien 22 und 23 an den Bahnhof Ebikon eingekürzt wurden und eine neue Linie 30 Littau–Kantonsspital–Ebikon eingeführt wurde. Pünktlich auf die Angebotsanpassungen konnten die VBL zudem ihr neues Aussendepot in Root, welches Platz für 27 Fahrzeuge bietet, eröffnen.

### 2016–2022: Übernahme und Wiederverkauf Thepra AG
Die VBL übernahmen per 4. Juli 2016 die Thepra AG aus Stans, welche zu diesem Zeitpunkt im Kanton Nidwalden insgesamt sieben Postautolinien mit 20 Bussen betrieb. Das 1975 gegründete Unternehmen agierte weiterhin als eigenständiges Postauto-Unternehmen. Durch die Übernahme des Unternehmens konnten die VBL ihr Marktgebiet südlich von Luzern erweitern, zudem konnten Synergien genutzt werden.
Im Mai 2020 gab Postauto bekannt, die Nidwaldner Linien künftig in Eigenregie betreiben zu wollen und den Vertrag mit Thepra im Dezember 2020 auslaufen zu lassen. Postauto nutzt den Betriebshof in Stans auch weiterhin als Ausgangspunkt für die Linien in Nidwalden. Daher wurde die Halle ab 2020 von Thepra beziehungsweise der VBL Transport AG gemietet. Im März 2022 verkaufte die VBL Transport AG die Liegenschaften in Stans an eine Anlagestiftung, womit sich die VBL und ihre Tochtergesellschaften vollständig aus Nidwalden zurückgezogen haben.

### seit 2021: Inbetriebnahme von Elektrobussen
Nach den ersten Testfahrten mit einem Batteriebus im Jahr 2012 dauerte es noch einmal neun Jahre, ehe die ersten drei Elektrobusse der VBL im Dezember 2021 den Betrieb auf der Linie 10 zwischen dem Bahnhof Luzern und dem Quartier Obergütsch aufnahmen. Diese Quartierlinie erhielt für den Betrieb mit den grösseren Elektrobussen eine neue Wendeschleife. Für den Betrieb der Linie sind zwei Fahrzeuge erforderlich, die Batterie des dritten Fahrzeugs wird jeweils im Depot aufgeladen.
Ab Ende Februar 2024 nahmen die VBL zusätzlich drei Gelenkbusse des Typs Mercedes-Benz eCitaro in Betrieb, die primär auf der Linie 19, aber auch auf anderen Linien des VBL-Autobusnetzes zum Einsatz kommen. Auch diese Fahrzeuge sind als Depotlader ausgelegt, Schnellladestationen wurden keine gebaut.
Im Juni 2024 gaben die VBL bekannt, dass sie insgesamt 53 Batterie-Trolleybusse bestellen, die in mehreren Tranchen ausgeliefert werden sollen. Das erste Bestelllos von 24 Gelenk- und sieben Doppelgelenkwagen, die auch ohne Fahrleitung verkehren können, soll ab dem ersten Quartal 2026  ausgeliefert werden und die Elektrifizierung der Linien 12, 19 und 30 ohne umfassenden Ausbau der Fahrleitungsinfrastruktur ermöglichen.

### Linien-Chronik

#### Stillgelegte Linien und Teilstücke
Nachfolgende Liste zeigt nicht abschliessend Strecken, die nicht mehr durch die Verkehrsbetriebe Luzern bedient werden. Nicht aufgelistet sind Wechsel der Liniennummern oder Betriebsarten. Die Liste zeigt die Liniennummer zum Einstellungszeitpunkt, verschiedene Liniennummern wurden später anderweitig neu vergeben.
- Linie 1: Bis 1946 existierte ein Tramgleis von der Endstation Kriens zur Talstation der Sonnenbergbahn.
- Linie 2: Zwischen 1899 und 1927 führte diese über die Bahnhofstrasse und die Pfistergasse. Auch nach der Verlegung der Gleise in den Hirschengraben wurde der Abschnitt Bahnhof–Stadttheater noch bis in die 1950er-Jahre für Theaterwagen genutzt.
- Linie 2: Zwischen 1903 und 1913 endete die Linie am Bahnhof Emmenbrücke, danach wurde die Streckenführung ab Seetalplatz über die Gerliswilstrasse zum Centralplatz verlegt. Seit Dezember 2016 führt die Linie 2 wiederum über den Bahnhof Emmenbrücke statt durch die Gerliswilstrasse.
- Linie 5 (Bahnhof Luzern–Bundesplatz–Steghof–Allmend): Diese Linie war fast identisch mit der Trolleybuslinie 4, nur das kurze Teilstück Breitenlachen–Allmend mit der Haltestelle Rhynauerstrasse wird seit 2005 nicht mehr bedient. Dafür wurde der Fahrplan auf der Linie 4 verdichtet.
- Linie 6 (Luzern Bahnhof–Lido): Ursprünglich unter der separaten Liniennummer 15 fuhren im Sommerhalbjahr Busse von der Innenstadt direkt zum Strandbad Lido, wo vor dem Eingang eine Wendeschleife bestand. Diese Verbindung wurde ab 1959 aufgegeben, stattdessen wird das Lido seither über die Haltestelle Verkehrshaus-Lido auf der Haldenstrasse erschlossen.
- Linie 13 (Seetalplatz–Frohburg–Ruopigen–Littau Gasshof–Littau Bahnhof): Diese wurde bis Dezember 2008 von den VBL betrieben. Dann verloren die Verkehrsbetriebe die Konzession an die Auto AG Rothenburg, welche die Linie über Emmenbrücke Sprengi nach Rothenburg Wahligen verlängerte.
- Linie 16: Mit Eröffnung des neuen Pilatusmarkts im März 2006 wurde die Linienführung zwischen den Haltestellen Sportweg und Sternmatt auf die Horwerstrasse verlegt, wobei eine neue Haltestelle Lauerzweg geschaffen wurde. Die Haltestelle Arsenalstrasse entfiel, die Haltestellen Pilatus-Markt und Nidfeldstrasse wurden zur Haltestelle Nidfeld zusammengelegt und neu von der Linie 31 bedient.
- Linie 17 (Bundesplatz–Paulusplatz–Steinhof–Eichhof): Der Versuchsbetrieb wurde im Dezember 2004 nach drei Jahren eingestellt, das Steinhofquartier dafür ab Dezember 2005 mit der geänderten Linienführung der Linie 11 erschlossen.
- Linie 18 (Luzern Bahnhof–Kreuzstutz–Kantonsspital–Friedental): Die Linie wurde per Fahrplanwechsel im Dezember 2019 eingestellt und der Abschnitt Gopplismoosweg–Jugendherberge–Friedental ganz eingestellt. Gleichzeitig wurde die Haltestelle Gopplismoosweg auf der Spitalstrasse in Urnerhof umbenannt, wobei die bis dahin so bezeichnete Haltestelle auf der Friedentalstrasse ebenso wie die Haltestelle Jugendherberge entfiel. Die Linien 18 und 19 bildeten zuvor eine Acht mit gleichen Linienendpunkten aber unterschiedlichen Linienwegen, wobei beide Linien betrieblich verknüpft waren.
- Linie 20: Das Teilstück von Ennethorw nach Hergiswil wurde 1964 eingestellt.
- Linie 22: Der Linienast Buchrain, Reussbrücke–Inwil Dorf wurde im Dezember 2017 eingestellt.  Diese Strecke wird heute von der Linie 111 (Ebikon Bahnhof–Inwil Dorf–Waldibrücke Bahnhof) der Auto AG Rottal bedient.
- Gütschbus (Pilatusplatz–Kasernenplatz–Château Gütsch): Der Betrieb, welcher als Ersatz zur Gütschbahn zur Erschliessung des Hotels Gütsch eingerichtet wurde, wurde Anfang Januar 2009 nach nur sieben Monaten wieder eingestellt.

#### Umnummerierte Linien
- Die Linie 18 Bahnhof Luzern – Friedental war bis 1981 die Linie 8. Die Nummerierung wurde nach der Eröffnung der Linie Bahnhof Luzern – Hirtenhof geändert.
- Die 1929 eröffnete Autobuslinie Bahnhof Luzern – Lido hiess ursprünglich Linie 15, dann Linie 6. Nach 1959 endete diese Linie im Würzenbach (heutige Station Brüelstrasse) und wurde mit der auf Trolleybus umgestellten Linie 2 vereinigt. Die freigewordene Liniennummer 6 ging 1960 auf die neue Verbindung Bahnhof Luzern – Matthof über.
- Die zweite Autobuslinie 15 führte bis 1991 von Kriens über die Feldmühle nach Obernau. Dann wurde die Trolleybuslinie 1 von Kriens nach Obernau verlängert und der Autobusbetrieb aufgehoben. Die Liniennummer 15 ging einige Jahre später an den Quartierbus Kriens, der bis dahin mit dem Buchstaben Q bezeichnet wurde.
- Im Jahre 1998 wurden die Linien 2 Emmenbrücke – Bahnhof – Würzenbach und 4/5 Hubelmatt/Allmend – Bahnhof – Wesemlin an den Bahnhof Luzern eingekürzt; stattdessen verkehrten ab diesem Zeitpunkt die bis anhin am Bahnhof endenden Linien 6/8 nach Würzenbach und die Linie 7 nach Wesemlin.
- Auf den Fahrplanwechsel 2014 wurden die Linien 26 und 27 zur neuen Linie 26 sowie die Linien 14 und 31 zur neuen Linie 14 zusammengehängt, dabei entfiel der Abschnitt Kasernenplatz – Pilatusplatz der 2006 eingeführten Linie 31.
- Zum Fahrplanwechsel am 15. Dezember 2024 wurde die bisherige Linie 9 in 18 umbenannt, verkehrt aber weiterhin mit demselben Konzept auf derselben Strecke. Grund dafür ist, dass die Liniennummerierung für künftige Angebotsentwicklungen systematisiert werden soll.[26] Somit wurde nach fünf Jahren Pause die Nummer 18 wieder vergeben.

## Weitere Tätigkeitsfelder
Die Verkehrsbetriebe Luzern AG ist eine Holdinggesellschaft, die neben der oberhalb beschriebenen vbl Verkehrsbetriebe Luzern AG mit Tätigkeitsfeld öffentlicher Verkehr in der Agglomeration Luzern zwei weitere Firmen umfasst. Sämtliche Tochtergesellschaften der Holding sind in 100-prozentigem Besitz der Holding.

### vbl Transport AG
Die vbl Transport AG umfasst aktuell folgende Angebote bzw. Marken:
- Extrafahrten
- Fahrschule mit Lastwagen (Führerausweiskategorien C und CE), Cars (Kategorie D) sowie Trolleybussen (Code 110)
- VBL Reisen

Bis Januar 2022 wurden unter dem Namen flugbus.ch Frühverbindungen zum Flughafen Zürich angeboten. Ende März 2022 wurde zudem bekannt, dass das Geschäft mit Busreisen per Ende 2022 vollständig eingestellt wird.

#### Fahrzeuge
Fahrzeuge, die noch im aktiven Bestand sind, sind blau unterlegt
| Nummern | Hersteller    | Typ       | Art                          | Einsatzzeitraum | Bemerkungen   |
| ------- | ------------- | --------- | ---------------------------- | --------------- | ------------- |
| 801     | Volvo         | 9700      | Reisecar 3-achsig            | 2006 bis 2021   | 52 Sitzplätze |
| 802     | Volvo         | 9700      | Reisecar 2-achsig            | 2006 bis 2014   | 46 Sitzplätze |
| 803     | Setra         | S 431 DT  | Doppelstockreisecar 3-achsig | 2009 bis 2020   | 80 Sitzplätze |
| 804     | Volvo         | 9700      | Reisecar 3-achsig            | 2011 bis 2020   | 49 Sitzplätze |
| 805     | Setra         | S 431 DT  | Doppelstockreisecar 3-achsig | seit 2014       | 80 Sitzplätze |
| 806     | Volvo         | 9900      | Reisecar 2-achsig            | seit 2014       | 46 Sitzplätze |
| 807     | Setra         | S 516 HDH | Reisecar 3-achsig            | seit 2017       | 50 Sitzplätze |
| 808     | Setra         | S 531 DT  | Doppelstockreisecar 3-achsig | seit 2020       | 80 Sitzplätze |
| 821     | Mercedes-Benz | Sprinter  | Kleinbus                     | 2012 bis 2021   | 18 Sitzplätze |

## vbl-historic
Die historischen Fahrzeuge der VBL wurden lange Zeit im Depot Weinbergli abgestellt, wo auch die regulären Linienfahrzeuge gewartet und abgestellt werden. Da dies für den laufenden Betrieb nicht ganz unproblematisch war, wurden die Fahrzeuge im Jahr 2007 an einen Aussenstandort verlegt. Pünktlich zum 111-jährigen Jubiläum der VBL im Jahr 2010 wurden die beiden Oldtimer-Autobusse aus dem historischen Bestand wieder fahrbereit gemacht und für Fahrten genutzt.
Inzwischen war das Interesse von Oldtimer-Liebhabern geweckt worden, welche die historischen Fahrzeuge gerne weiterhin der Öffentlichkeit zugänglich machen wollten. So kam es zu Gesprächen von Mitarbeitern der VBL und des Verkehrshauses, infolgedessen am 19. Oktober 2012 vbl-historic als Verein gegründet wurde. Ziel dieses Vereines ist neben dem Erhalt und der Pflege der historischen Fahrzeuge auch der Betrieb dieser Fahrzeuge als historische Zeitzeugen an Anlässen.
Folgende Fahrzeuge sind aktuell im Bestand von vbl-historic:
- Twin Coach/Herkules 38-S-DT Nr. 76 (1948), Autobus (betriebsfähig)
- FBW/Hess B71U Nr. 81 (1955), Autobus (betriebsfähig)
- FBW/FFA/MFO 1 MHe Nr. 25 (1949), Trolleybus (betriebsfähig)
- NAW/Hess/Siemens BT5-25 Nr. 280 (1988), Trolleybus (betriebsfähig)[35]

Ausserdem befindet sich der Wagenkasten von Tramtriebwagen Nr. 13 von 1899 im Besitz des Vereins. Dieser Wagen diente nach der Betriebseinstellung 1961 als privates Gartenhäuschen. Später war er auf einem Kinderspielplatz, bevor er 1999 nach Luzern zurückkehrte.
Bis Herbst 2023 waren zudem folgende historischen Fahrzeuge bei vbl-historic und wurden anschliessend abgegeben:
- FBW/Schindler/MFO-BBC 1 MHe Nr. 242 (1963), Trolleybus, abgegeben an RétroBus Léman
- Berna (1958), Turmwagen, abgegeben an Saurer-Museum Arbon

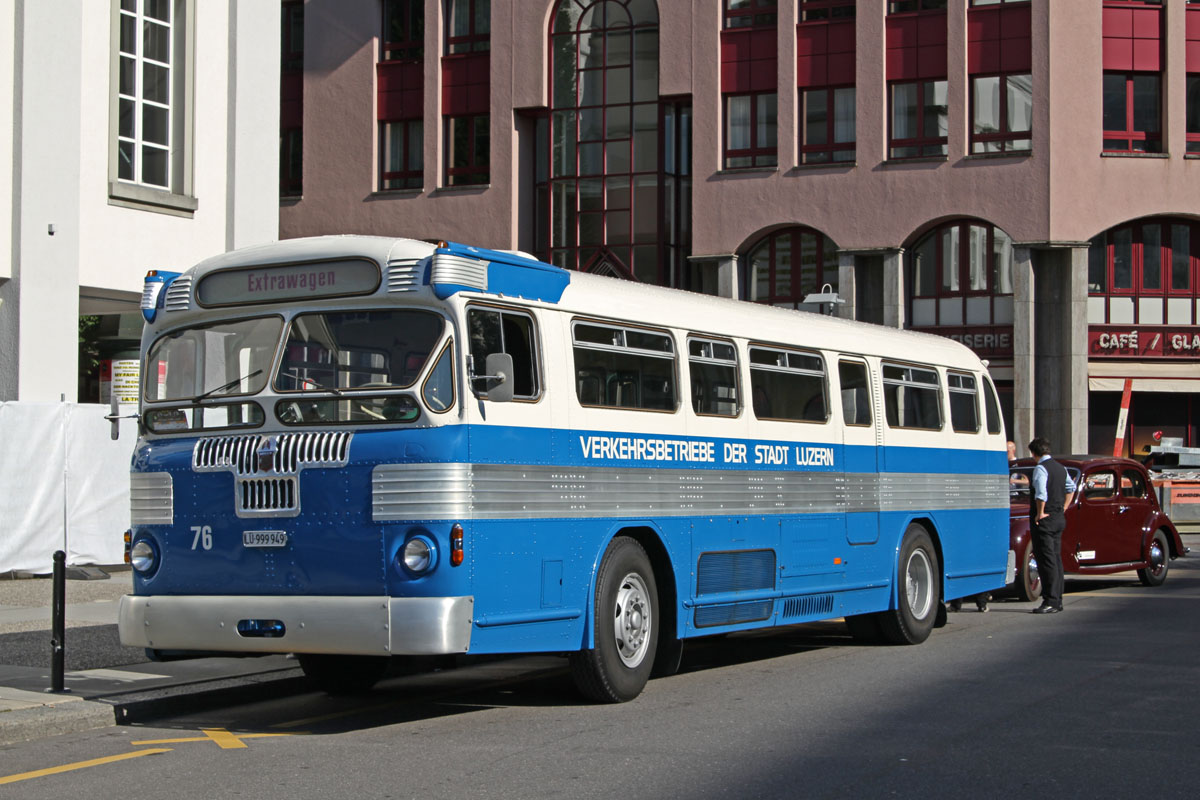
Twin Coach/Herkules 38-S-DT
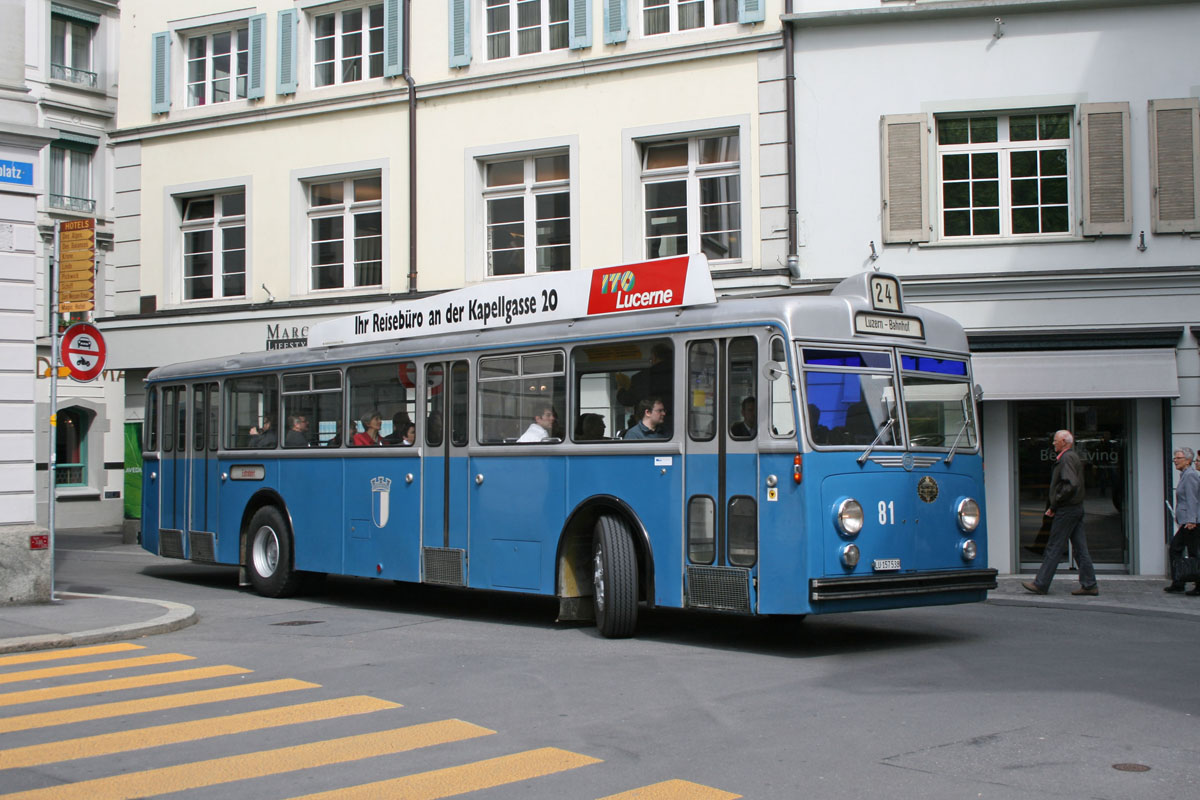
FBW/Hess B71U
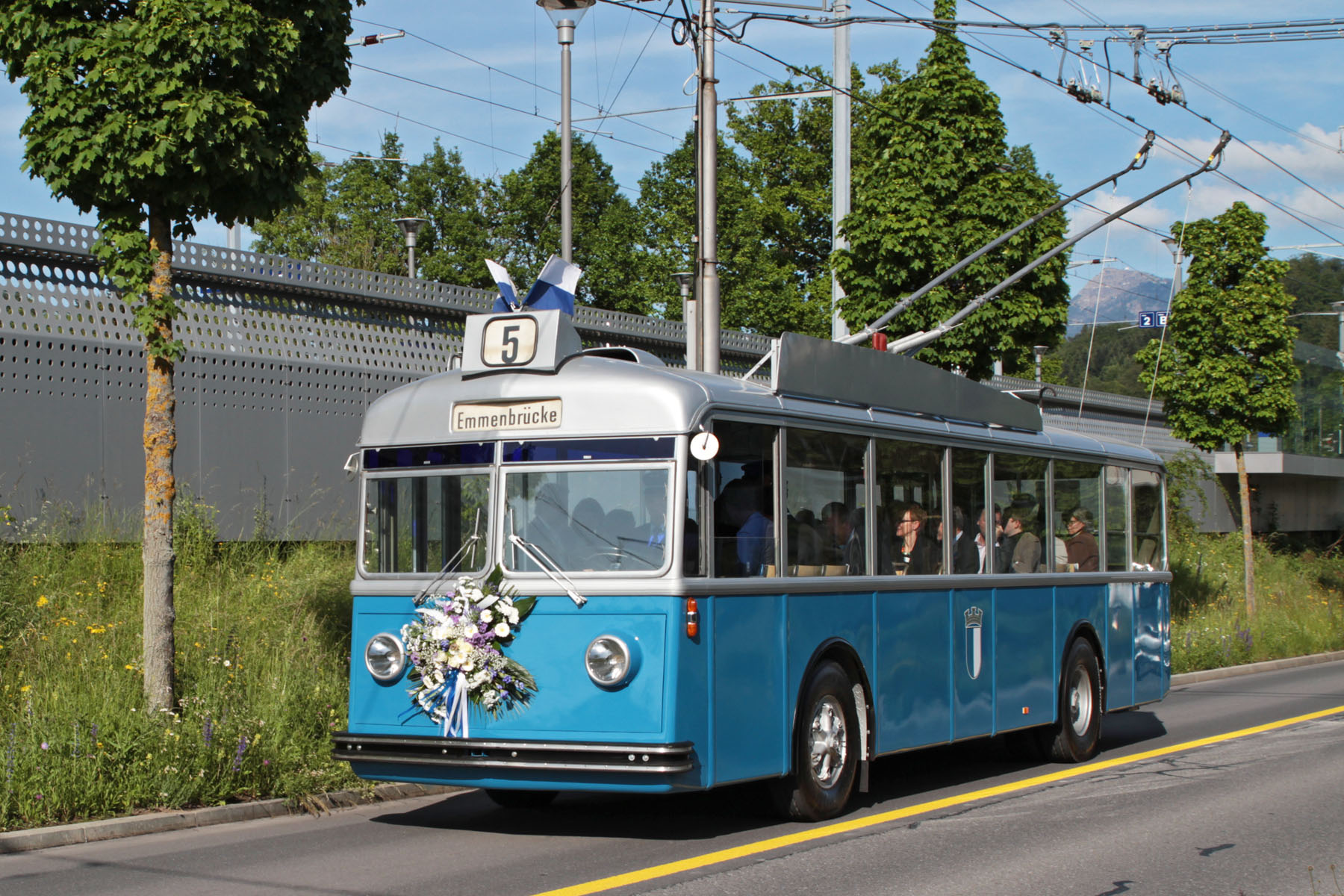
FBW/FFA/MFO-Trolleybus

## Abgeltungsskandal
Im März 2020 wurde bekannt, dass die Verkehrsbetriebe Luzern von 2010 bis 2017 zu viel Abgeltung bezogen haben. Am 20. November gaben die Verkehrsbetriebe Luzern bekannt, dass drei Verwaltungsratsmitglieder per sofort zurücktreten. Am 24. November gab das Bundesamt für Verkehr bekannt, dass es bei der Staatsanwaltschaft des Kantons Luzern eine Strafanzeige gegen die Verkehrsbetriebe Luzern AG eingereicht hat. Im Sommer 2023 gab das Bundesverwaltungsgericht dem Bundesamt für Verkehr weitgehend recht, die Verkehrsbetriebe Luzern mussten dem Bundesamt für Verkehr gut 200'000 Franken zurückzahlen.
Im Februar 2024 beschlossen die Verkehrsbetriebe Luzern und der Verkehrsverbund Luzern in einer aussergerichtlichen Einigung, dass inklusive der Zinsen über 21 Millionen Franken an den Verkehrsverbund Luzern zurückgezahlt werden. Dazu lief noch ein Verfahren gegen fünf, zum Teil ehemalige Kaderleute der Verkehrsbetriebe Luzern. Die Luzerner Staatsanwaltschaft warf ihnen vor, in den Jahren 2018 und 2019 bewusst falsche Angaben gemacht zu haben, um höhere Subventionsgelder zu erhalten. Am 21. Januar 2025 begann der dreitägige Prozess vor dem Luzerner Kriminalgericht, am 14. März 2025 wurden vier der fünf angeklagten Kadermitglieder der VBL zu bedingten Freiheitsstrafen verurteilt. Ein weiterer Angeklagter erhielt eine bedingte Geldstrafe von 28'000 Franken. Der ehemalige VBL-Direktor Norbert Schmassmann hat das Verfahren an das Kantonsgericht weitergezogen.